# Ignaz Epper
Ignaz Epper (* 6. Juli 1892 in St. Gallen; † 12. Januar 1969 in Ascona; heimatberechtigt in Heldswil und Hohentannen) war ein Schweizer Holzschneider, Maler und Grafiker. Vor allem wegen seiner in den 1910er und 1920er Jahren entstandenen Holz- und Linolschnitte gilt er als einer der namhaftesten schweizerischen Expressionisten.

## Leben und Werk
Ignaz Epper war der Sohn des Stickereizeichners Karl Ignaz Epper und wuchs in ärmlichen Verhältnissen auf. Nachdem er die Klosterschule in St. Gallen absolviert hatte, machte Epper von 1908 bis 1912 eine Lehre als Stickereizeichner. Er lernte an der École des arts décoratifs in St. Gallen Sophie Taeuber-Arp, Theo Glinz und Sebastian Oesch kennen.
Nach der Rekrutenschule arbeitete Epper als Entwerfer in der St. Galler Firma «Selig» und wurde von seinem Arbeitgeber nach Berlin geschickt, um dort Modezeichnungen anzufertigen.
Dort entschloss er sich für eine Künstlerlaufbahn und kündigte gegen den Willen seiner Eltern die Anstellung. Epper war wie Adolf Dietrich Autodidakt. Von Berlin aus reiste er mit seinem Künstlerfreund Sebastian Oesch für mehrere Monate nach Weimar und München. Dank den Zeichnungen aus dieser Zeit erhielt Epper 1913 ein Eidgenössisches Kunststipendium.
1913 begann Epper eine Lehre als Lithograph bei der Firma «Seitz» in Zürich. Während seiner militärischen Aktivzeit als Grenzsoldat im Ersten Weltkrieg lernte er in Zürich seinen Gönner und Mäzen Han Coray kennen. Über dessen Räumen seines Buch- und Kunstladens an der Oberen Mühlgasse in Zürich konnte Epper sein Atelier einrichten und in der Galerie seine Frühwerke, unter anderem Holz- und Linolschnitte, ausstellen. In den ersten Jahren des Ersten Weltkriegs beschäftigte sich Epper intensiv mit dem heiligen Sebastian. Zwischen 1913 und 1918 schuf er mindestens zwei Holzschnitte, eine Lithographie, einige Zeichnungen sowie drei Ölbilder mit diesem Motiv.
1916 heiratete er die holländische Goldschmiedin, Zeichnerin und Bildhauerin Mischa Quarles van Ufford. Das Künstlerehepaar bezog eine Wohnung an der Spiegelgasse, die bald zum Treffpunkt von Malern, Schriftstellern, Architekten und Bildhauern wurde. Epper bekam wegen seines schwermütigen und verschlossenen Wesens von seinen Freunden den Spitznamen «Igel».
In Basel lernte er 1917 Paul Ganz, den Konservator des Kunstmuseums Basel, und Fritz Eduard Pauli kennen. Regelmässig reiste er mit seiner Frau, auch oft in Begleitung seines Freundes Pauli und dessen Frau, nach den Niederlanden, Frankreich, Spanien, Nordafrika und Italien. Auf diesen ausgedehnten Reisen entstanden zahlreiche Werke in unterschiedlichen Techniken.
Epper nahm regelmässig an den Gruppenausstellungen der GSMBA teil und stellte auch in Zürcher Galerien aus. Er war Mitglied der Grafikvereinigung «Die Walze» und des «Graphischen Kabinetts».
Ab 1933 bis zu seinem Tod 1969 lebte Epper in der «Casa Epper» in Ascona. In Ascona hatte er auch regen Kontakt zu seinem dort lebenden Künstlerfreund aus den Zürcher Jahren, Johann Robert Schürch. Eppers Produktivität nahm in Ascona merklich ab, und seine Werke führte er nun vermehrt in Öl und Aquarell aus. In den folgenden Jahren reiste er oft nach Paris, Arosa und nach Collioure.
Epper illustrierte das 1935 erschienene Buch von Charles-Ferdinand Ramuz, Bergsturz auf Derborence, und 1937 gründete er mit seiner Frau das Marionettentheater der Asconeser Künstler. In den Jahren vor seinem Tod setzte sich Epper mit den Schriften von Carl Gustav Jung und denjenigen des Eranos-Kreises in Ascona auseinander.
1937 wurden in der NS-Aktion „Entartete Kunst“ nachweislich fünf Grafiken Eppers aus öffentlichen Sammlungen in Deutschland beschlagnahmt und vernichtet.
Eppers Werke wurden unter anderem im Kunstmuseum Olten, Kunstmuseum Winterthur, Kunstmuseum Thurgau, in der Kunsthalle Bern, der Kunsthalle Basel, im Kunstmuseum Luzern, Kunsthaus Zug, Kunsthaus Aarau und im Kunsthaus Zürich ausgestellt.
1974 wurde die in Ascona ansässige «Fondazione Ignaz e Mischa Epper» gegründet und 1980 das «Museo Epper» eröffnet.

## 1937 als «entartet» aus deutschen öffentlichen Sammlungen beschlagnahmte und vernichtete Werke
- Stadt am Fluß (Holzschnitt; Kunsthalle Bremen)
- Execution (Holzschnitt, 26,5 × 20 cm; Museum für Kunst und Heimatgeschichte Erfurt)
- Rettungsboot (Holzschnitt; Städtische Kunsthalle Mannheim)
- Mädchenkopf (Lithografie, 33 × 23 cm, 1919; Städtische Kunsthalle Mannheim)[3]
- Sechs Schiffer im Kahn (signiert mit Gyn Epper; Holzschnitt, Museum Folkwang Essen)